# Andruszky (obwód żytomierski)
Andruszky (ukr. Андрушки) – wieś na Ukrainie, w obwodzie żytomierskim, w rejonie żytomierskim, siedziba hromady. W 2024 liczyła 1574 mieszkańców.

## Urodzeni
- Andriej Witruk